# Château de Cuchet
Le château de Cuchet est un ancien château fort, probablement du XIIIe siècle, centre de la seigneurie de Cuchet, dont les ruines se dressent sur la commune de Saint-Sorlin-en-Bugey dans le département de l'Ain, en région Auvergne-Rhône-Alpes.

## Situation
Les ruines du château de Cuchet se dressent dans le département français de l'Ain sur la commune de Saint-Sorlin-en-Bugey, à l'Est, à 324 mètres d'altitude, au sommet d'un piton isolé.

## Histoire
Une famille de Cuchet est mentionnée depuis 1213.
La seigneurie avec château fort détenu en arrière-fief de la châtellenie de Saint-Sorlin est la possession à l'origine des sires de Coligny, puis des Dauphins de Viennois. Elle est cédée en 1355 par le traité de Paris aux comtes de Savoie. Le comte Amédée VI de Savoie, l’aliène à Jean de Rougemont, damoiseau, qui lui en fait hommage le 17 mai 1355.
La seigneurie de Cuchet est avec celle de Saint-Sorlin, à laquelle elle fut toujours comprise, donné en inféodation à Odo de Villars, seigneur de Baux puis à Gaspard, seigneur de Varax.
Le duc de Savoie l’aliènera vers la fin du XVe siècle en fief à la famille de La Forest. Se succèdent comme seigneur de Cuchet, Hugues de La Forest en 1480 et 1509,, son fils, Guillaume de La Forest, seigneur de Cuchet, puis après lui son fils Philibert de La Forest, chevalier, baron de la Bâtie-d'Albanais (Montcel), seigneur de Grammont (Ceyzérieu) et de Cuchet.
Amé-François de La Forest, enfant de Philibert, seigneur de Grammont et de Cuchet, mort sans descendance, sa veuve Lucresse de Chabeu vend la seigneurie à Gaspard de Mornieu, écuyer, seigneur de Vaux et de Chessy, conseiller du roi au présidial de Lyon. Son fils, Gaspard de Mornieu, écuyer, seigneur de Grammont et de la Forest, conseiller du roi et trésorier général de France en la généralité de Lyon, la vend le 23 août 1631 à maître Balthazard Prost, conseiller du roi, élu en l'élection du Bugey et de Gex, devenant ainsi seigneur de Cuchet. Ses descendants l’aliènent, le 20 mars 1748, à François Compagnon de Vareppe. La seigneurie de Cuchet était encore dans la famille Compagnon en 1789. Le château étant déjà en ruines depuis plusieurs siècles.